# ذيل على شكل T

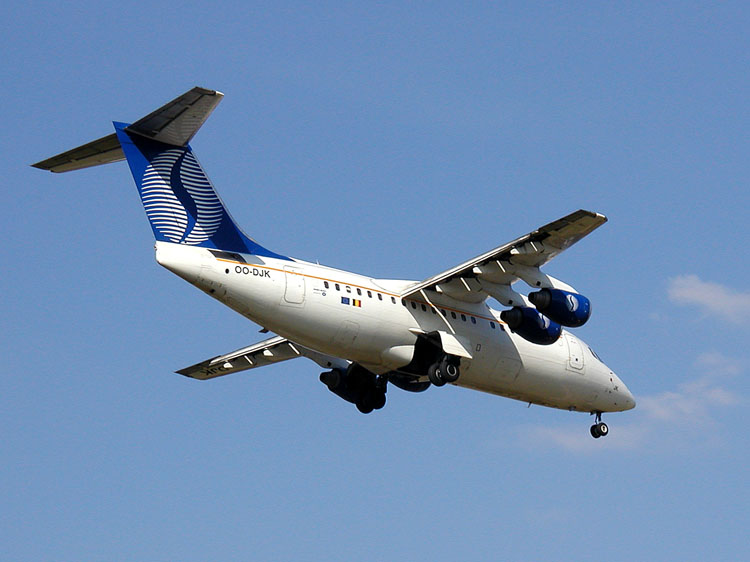
افرو آر جيه-85 تابعة لخطوط إس إن بروكسل الجوية (بلجيكا)

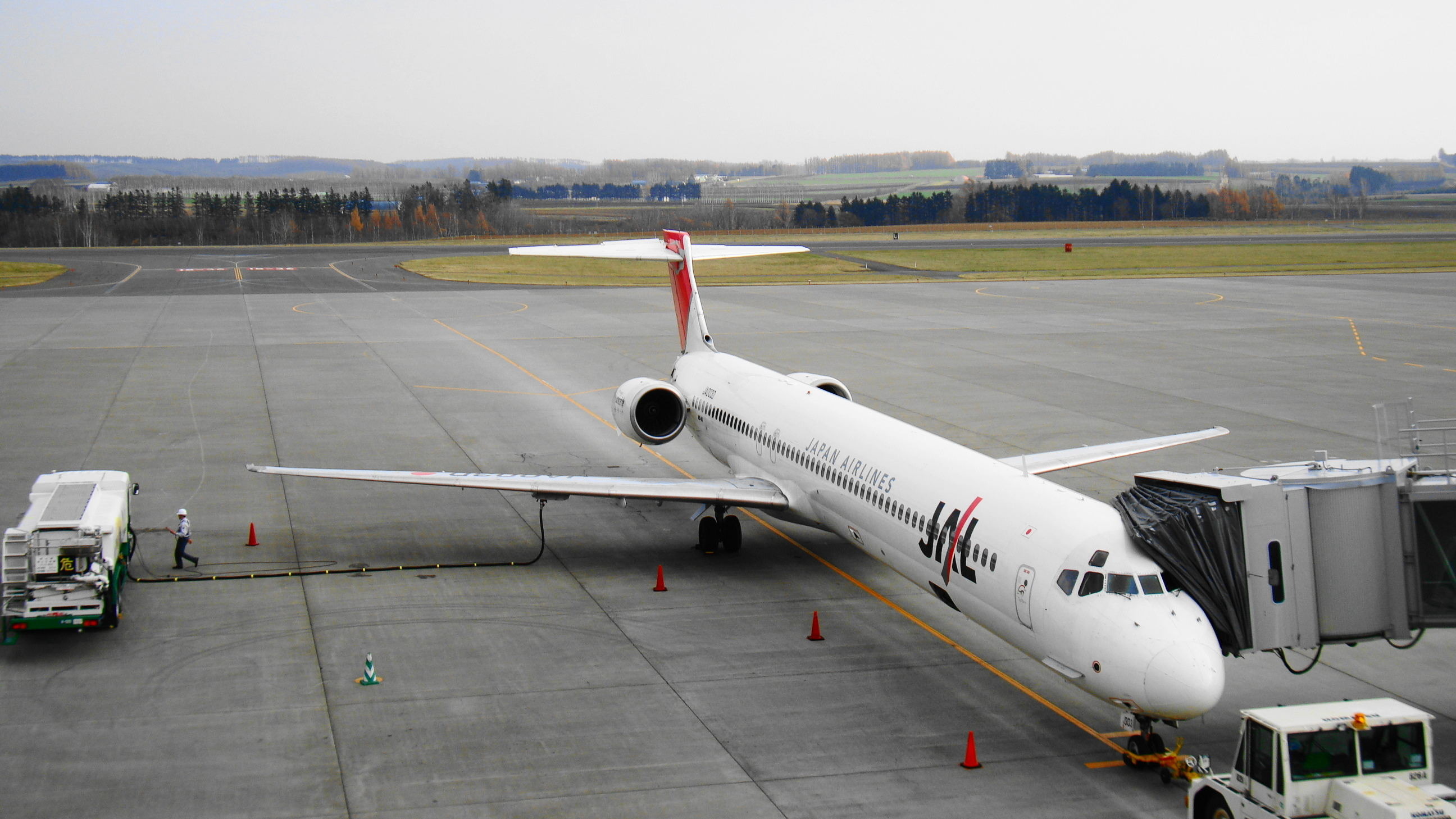
ماكدونل دوغلاس إم دي-90

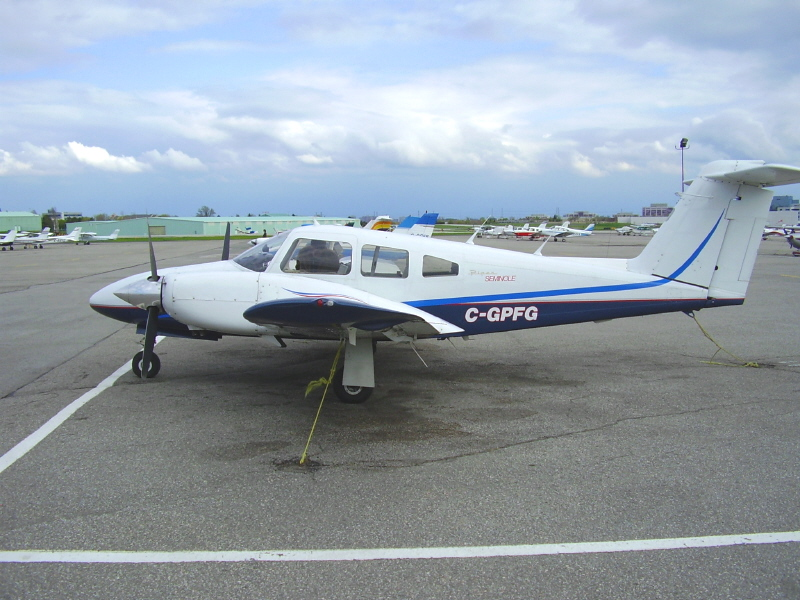
بايبر PA-44-180 سيمينول

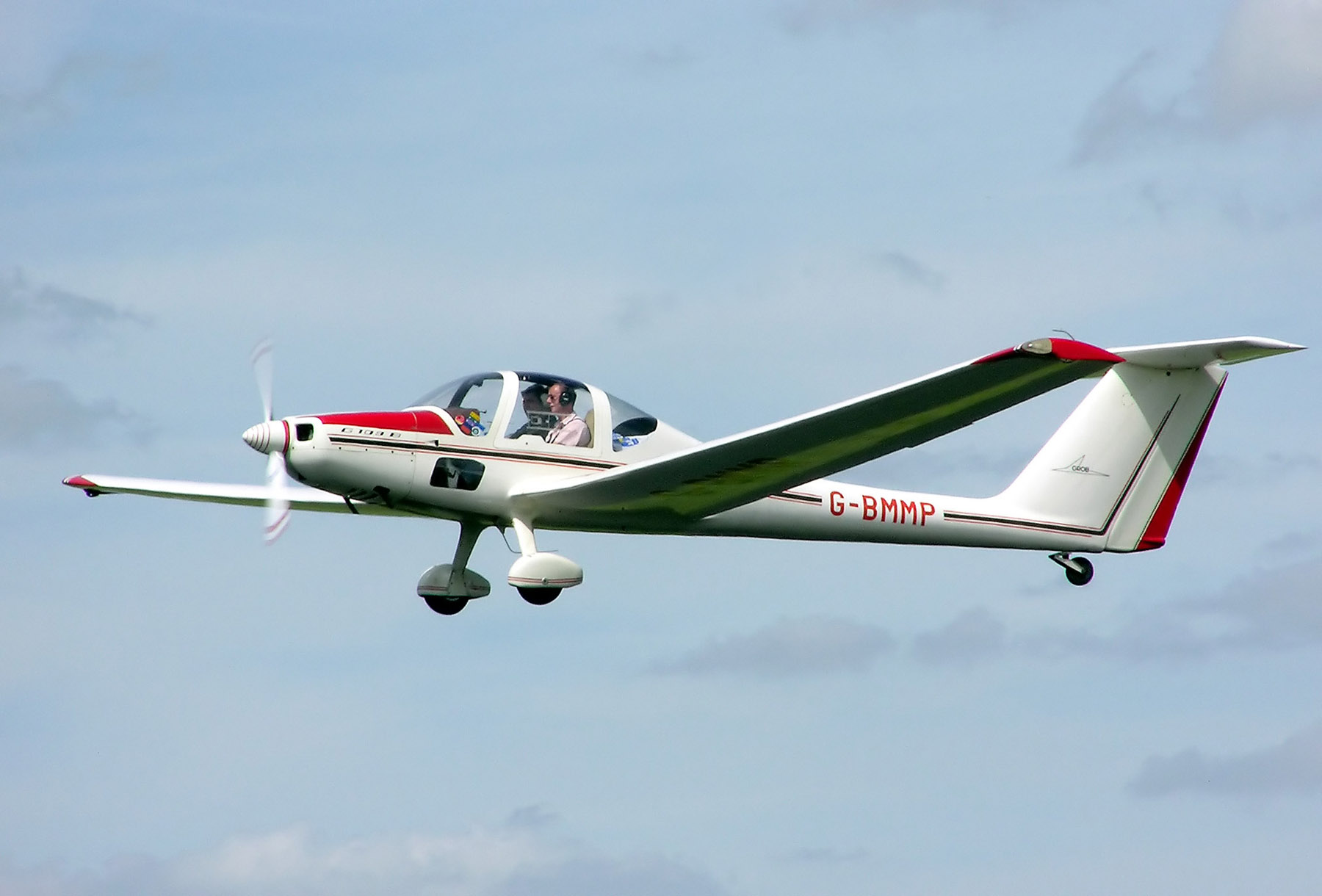
طائرة شراعية بمحرك قروب جي 109

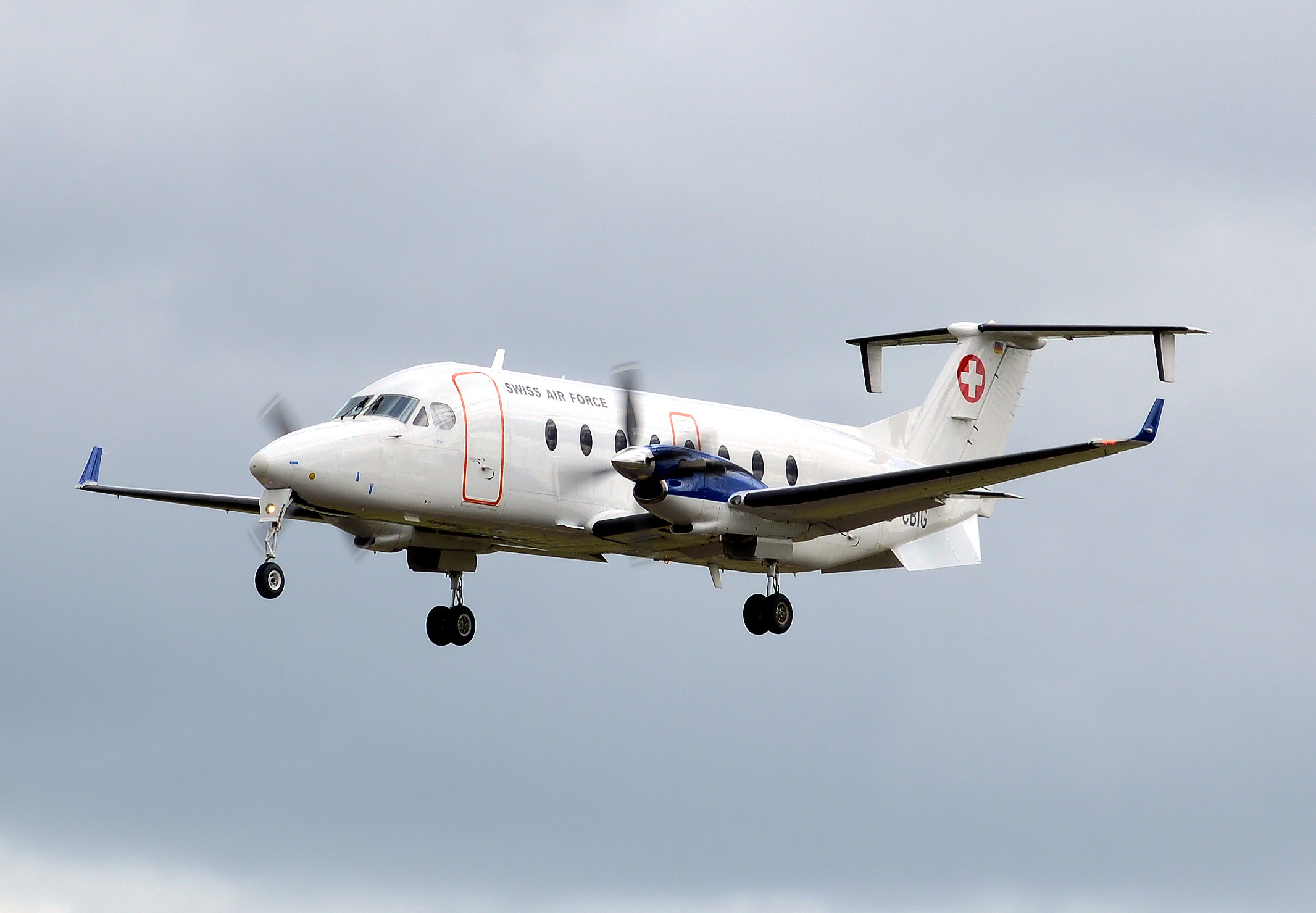
بيتشكرافت 1900 دي من سلاح الجو السويسري

ذيل T للطائرة (توبوليف 154)

ذيل على شكل تي (T-tail) هو تكوين الذيل الذي يتم فيه تثبيت المثبت الأفقي للطائرة على الجزء العلوي من الزعنفة. يبدو الترتيب مثل الحرف الكبير (T)، ومن هنا جاء الاسم. يختلف الذيل على شكل حرف (T) عن التكوين القياسي الذي يتم فيه تثبيت الطائرة الخلفية على جسم الطائرة عند قاعدة الزعنفة.

## مزايا
غالبًا ما تكون الطائرة الخلفية خارج نطاق تدفق الهواء المضطرب خلف الجناح وجسم الطائرة، مما يعطي تدفقًا أكثر سلاسة للهواء فوق المصاعد، مما يقلل من السحب. 
قد يقلل هذا التكوين من فعالية التحكم في درجة الصوت إذا كانت المصاعد خارج تيار المروحة، أو تعمل على تحسينها للعديد من الطائرات العابرة للصوت لأنها ليست في الهواء المضطرب خلف جسم الطائرة، خاصة عند الزوايا المعتدلة للهجوم. بالنسبة للطيران من زوايا عالية للهجوم، يفضل استخدام المصعد المركب أسفل الجناح لأنه لا يغطيه هواء مضطرب من الأجنحة. قد يكون من الأسهل استعادة الطائرة ذات الذيل على شكل حرف (T) من الدوران، لأن المصعد ليس في وضع يمنع تدفق الهواء فوق الدفة، مما يجعله غير فعال، كما يمكن أن يحدث إذا كان الذيل الأفقي أسفل الزعنفة مباشرة و الموجه.
يزيد الذيل على شكل حرف (T) من نسبة العرض إلى الارتفاع الفعالة للزعنفة بسبب تأثير "اللوحة الطرفية"، حيث يؤدي قرب السطح العمودي (الذيل الأفقي وجسم الطائرة في هذه الحالة) إلى تحسين الكفاءة الديناميكية الهوائية بسبب انخفاض خسائر ضغط الهواء على الأطراف المغطاة من سطح الرفع، والذي بدوره يوفر نفس تأثير الزعنفة التي لها نسبة عرض إلى ارتفاع أعلى وأكثر كفاءة. هناك أيضًا سحب أقل قليلاً من تدفق الهواء حول الدفة الذي يتداخل مع تدفق الهواء فوق المصاعد، مقارنةً بذيل صليبي الشكل. 
يمكن أيضًا استخدام ذيول (T) لزيادة الخلوص في مؤخرة طائرة شحن مثل بوينغ سي-17 غلوب ماستر 3 لتقليل فرصة إصابة الذيل أثناء تحميل أو تفريغ الطائرة. 

## سلبيات

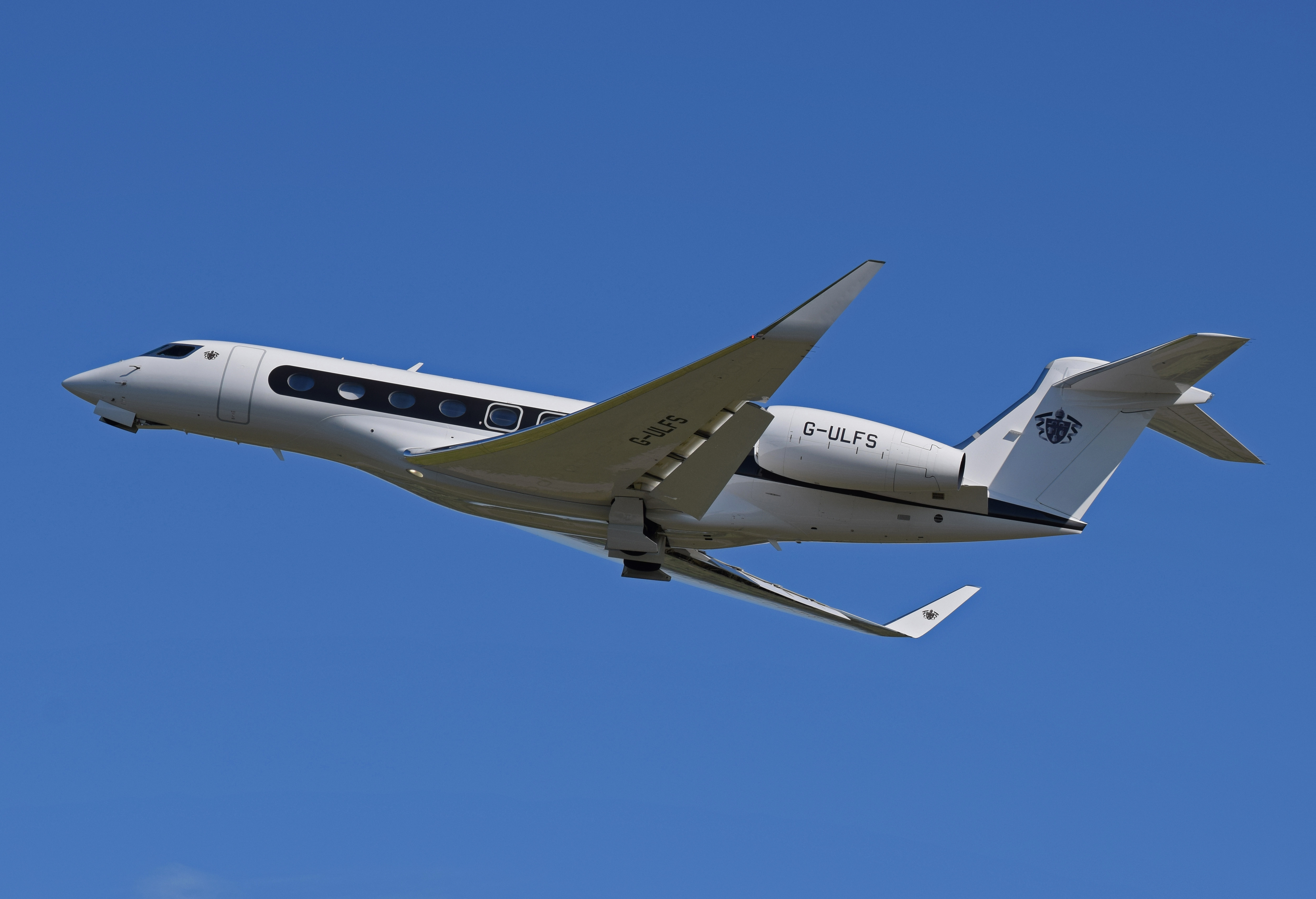
طائرة خاصة من طراز Gulfstream Aerospace G650 تقلع من مطار بريستول بإنجلترا. تم تصنيع هذه الطائرة في عام 2013.

قد تكون الطائرة عرضة للتوقف عند زوايا عالية للهجوم، عندما يتم حجب تدفق الهواء فوق الطائرة الخلفية والمصاعد بواسطة الأجنحة عانت الطائرة المقاتلة الأمريكية ماكدونيل إف-101 فودو من هذه المشكلة. 
يجب أن يكون المثبت الرأسي أقوى (وبالتالي أثقل) لدعم وزن الطائرة الخلفية.  يمكن أن تحتوي العديد من الطائرات الكبيرة على زعنفة ودفة لتقليل الارتفاع في حظائر الطائرات، ولكن هذا بشكل عام غير ممكن أو مفيد إذا كان هناك ذيل على شكل حرف (T).
يمكن أن يتسبب تكوين ذيل على شكل (T) أيضًا في حدوث مشكلات في الصيانة. تعد عمليات التحكم في المصاعد أكثر تعقيدًا، ويصعب فحص الأسطح من الأرض. تُعزى خسارة رحلة طيران ألاسكا رقم 261 إلى الصيانة غير الصحيحة للطائرة ذيل على شكل (T). 

## تبني
الذيل على شكل حرف (T) شائع جدًا في الطائرات ذات المحركات المُركبة في هياكل على متن طائرة عالية الأجنحة أو على متن طائرة بمحركات مثبتة في الجزء الخلفي من جسم الطائرة، حيث تحافظ على الذيل خاليًا من عادم الطائرات.
غالبًا ما توجد هذه التخطيطات في طائرات النقل العسكرية - مثل إليوشن إي أل-76 وإيرباص إيه 400إم وبوينغ سي-17 غلوب ماستر 3 - والطائرات الإقليمية وطائرات رجال الأعمال مثل بيلاتوس بي سي-12 وبيتشكرافت سوبر كينغ إير وإمبراير إي آر جيه، و بريتش ايروسبيس 146، وعائلات ليرجيت وغلف ستريم.
نادرًا ما يُشاهد في الطائرات المقاتلة، على الرغم من أن الطائرات الاعتراضية غلوستر جافلين وماكدونيل إف-101 فودوماكدونيل إف-101 فودو ولوكهيد إف-104 ستارفايتر كانت جميعها ذات ذيول على شكل(T)، كما فعلت طائرة هجوم بلاكبيرن بوكانير.